# ساروق (داورزن)
ساروق روستایی است از توابع بخش باشتین شهرستان داورزن در استان خراسان رضوی ایران ، و در کوهپایه کوهستان های سر به فلک کشیده قرار گرفته ، این روستا یکی از مقاصد کوهنوردان خراسانی است ، به دلیل مسیر های کوهنوردی منحصر بفرد و وجود چشمه ها و آبشار های متعدد و همچنین حیات وحش بکر و مناظر بدیع مقصد جذابی برای دوست داران طبیعت میباشد ، همچنین وجود آثار باستانی از دوره ساسانی از جمله آتشکده آذر برزین مهر و خرابه های قلعه ساسانی معروف به قلعه دزد ها و وجود امامزاده سلطان قریش در ارتفاعات کوهستانی مورد توجه دوست داران تاریخ و آثار  باستانی نیز قرار گرفته است

## جمعیت
این روستا در دهستان باشتین قرار داشته و بر اساس سرشماری سال ۱۳۸۵ جمعیت آن۴۴۹ نفر (۱۵۳خانوار)
بوده‌است.

## مکان های دیدنی
امام زاده سلطان سید قریش (شملق)
آبشارهای زیبا بفره
آتشکده آذربرزین (خانه دیو)
سر استخر
1. ↑  «درگاه ملی آمار ایران». بایگانی‌شده از اصلی در ۸ اکتبر ۲۰۰۷. دریافت‌شده در ۲۷ ژوئن ۲۰۱۱.